# Снежанка и ловецът
Снежанка и ловецът (на английски: Snow White and the Huntsman) е американски филм от 2012 година, базиран на приказката на братя Грим „Снежанка“ (Schneewittchen).

## Актьорски състав
| Актьор         | Роля           |
| -------------- | -------------- |
| Кристен Стюарт | Снежанка       |
| Шарлиз Терон   | кралица Равена |
| Крис Хемсуърт  | Ерик (ловецът) |
| Сам Клафлин    | Уилям          |
| Лили Коул      | Грета          |
| Сам Спруел     | Фин            |
| Винсънт Риган  | херцог Хамънд  |
| Ноа Хънтли     | крал Магнус    |
| Либърти Рос    | кралица Елинор |

| Джуджета       | Джуджета |
| -------------- | -------- |
| Йън Макшейн    | Бит      |
| Боб Хоскинс    | Мюр      |
| Джони Харис    | Куерт    |
| Тоби Джоунс    | Кол      |
| Еди Марсан     | Дюр      |
| Рей Уинстън    | Горт     |
| Ник Фрост      | Нион     |
| Брайън Глийсън | Гъс      |

## Награди и номинации
За ролите си в „Снежанка и ловецът“ и „Зазоряване: Втора част“ Кристен Стюарт получава награда Златна малинка за най-лоша актриса.
| Награда                              | Категория                           | Номиниран(и)               | Резултат  |
| ------------------------------------ | ----------------------------------- | -------------------------- | --------- |
| Награди на филмовата академия на САЩ | Най-добри визуални ефекти           | Най-добри визуални ефекти  | номинация |
| Награди на филмовата академия на САЩ | Най-добри костюми                   | Най-добри костюми          | номинация |
| Награда на БАФТА                     | Най-добри костюми                   | Най-добри костюми          | номинация |
| Сателит                              | Най-добри костюми                   | Най-добри костюми          | номинация |
| Сателит                              | Най-добър звук                      | Най-добър звук             | номинация |
| Сатурн                               | Най-добър фентъзи филм              | Най-добър фентъзи филм     | номинация |
| Сатурн                               | Най-добри костюми                   | Най-добри костюми          | номинация |
| Сатурн                               | Най-добри специални ефекти          | Най-добри специални ефекти | номинация |
| Сатурн                               | Най-добра актриса в поддържаща роля | Шарлиз Терон               | номинация |